# Campionati europei di karate 2010
La 45ª edizione del campionato europeo di karate si è svolta ad Atene dal 7 al 9 maggio 2010 presso il Faliro Pavilion, già sede delle gare di taekwondo alle Olimpiadi di Atene 2004. Vi hanno preso parte 475 karateka.

## Novità regolamentari
Da questa edizione viene abolita la possibilità, per la nazione con il campione d'Europa in carica, di schierare due atleti nella stessa categoria, inoltre viene introdotto l'uso del corpetto protettivo nel kumite per i seniores.

## Medagliere
| Nazione              | O | A | B |
| -------------------- | - | - | - |
| Italia               | 4 | 4 | 3 |
| Spagna               | 3 | 3 | 2 |
| Grecia               | 3 | 1 | 1 |
| Paesi Bassi          | 2 | 0 | 1 |
| Turchia              | 1 | 2 | 2 |
| Croazia              | 1 | 2 | 1 |
| Azerbaigian          | 1 | 0 | 1 |
| Germania             | 1 | 0 | 1 |
| Francia              | 0 | 1 | 7 |
| Serbia               | 0 | 1 | 3 |
| Bosnia ed Erzegovina | 0 | 1 | 2 |
| Slovacchia           | 0 | 1 | 1 |
| Rep. Ceca            | 0 | 0 | 3 |
| Macedonia            | 0 | 0 | 1 |
| Polonia              | 0 | 0 | 1 |
| Svizzera             | 0 | 0 | 1 |
| Ungheria             | 0 | 0 | 1 |

## Risultati

### Kata
| Posizione | Karateka                      |
| --------- | ----------------------------- |
| 1         | Luca Valdesi                  |
| 2         | Fernando San Jose Bastante    |
| 3         | Vu Duc Minh Dack              |
| 3         | Dejan Pajkic                  |
| 5         | Kenichi Sato                  |
| 5         | Metin Sofuoglu                |
| 7         | Eleftherios Konstantakopoulos |
| 7         | Mijat Vojvodić                |

| Posizione | Karateka                |
| --------- | ----------------------- |
| 1         | Mirna Šenjug            |
| 2         | Sandy Scordo            |
| 3         | Barbora Bosnyaková      |
| 3         | Yaiza Martin Abello     |
| 5         | Sara Battaglia          |
| 5         | Sofia Marika Livitsanou |
| 7         | Kubra Akarsu            |
| 7         | Anna Koriagina          |

| Posizione | Nazione   |
| --------- | --------- |
| 1         | Italia    |
| 2         | Spagna    |
| 3         | Rep. Ceca |
| 3         | Francia   |
| 5         | Russia    |
| 5         | Grecia    |
| 7         | Germania  |
| 7         | Austria   |

| Posizione | Nazione |
| --------- | ------- |
| 1         | Spagna  |
| 2         | Italia  |
| 3         | Francia |
| 3         | Serbia  |
| 5         | Turchia |
| 5         | Grecia  |

### Kumite
| Posizione | Karateka                  |
| --------- | ------------------------- |
| 1         | Michele Giuliani          |
| 2         | Ilyas Demir               |
| 3         | Danil Domdjoni            |
| 3         | Konstantinos Sidiropoulos |
| 5         | Matias Gomez Garcia       |
| 5         | Christopher James Harris  |
| 7         | Zeljko Krstin             |
| 7         | Casper Lidegaard          |

| Posizione | Karateka                |
| --------- | ----------------------- |
| 1         | Dimitrios Triantafyllis |
| 2         | Ciro Massa              |
| 3         | Ádám Kovács             |
| 3         | William Rollé           |
| 5         | Niyazi Aliyev           |
| 5         | Tarik Lusija            |
| 7         | Geoffrey Berens         |
| 7         | Salahedinne Mesnaoui    |

| Posizione | Karateka                |
| --------- | ----------------------- |
| 1         | Rafael Aǧhayev          |
| 2         | Georgios Tzanos         |
| 3         | Luigi Busà              |
| 3         | René Smaal              |
| 5         | Ivo Cvetkovski          |
| 5         | Diego Davy Vandeschrick |
| 7         | Alexendre Lendyel       |
| 7         | Nermin Potur            |

| Posizione | Karateka                  |
| --------- | ------------------------- |
| 1         | Timothy Petersen          |
| 2         | Alem Kupusovic            |
| 3         | Ognen Gruevski            |
| 3         | Salvatore Loria           |
| 5         | Enes Erkan                |
| 5         | Konstantinos Papadopoulos |
| 7         | Bleard Amagjekaj          |
| 7         | Matija Matijevič          |

| Posizione | Karateka                 |
| --------- | ------------------------ |
| 1         | Jonathan Horne           |
| 2         | Dejan Umicevic           |
| 3         | Tomáš Reich              |
| 3         | Stefano Maniscalco       |
| 5         | Nuno Manuel Dias         |
| 5         | Bram van den Broeck      |
| 7         | Spyridon Margaritopoulos |
| 7         | Khamit Tebuev            |

| Posizione | Karateka               |
| --------- | ---------------------- |
| 1         | Eudoxia Kosmidou       |
| 2         | Monika Višňovská       |
| 3         | Gülderen Celik         |
| 3         | Betty Aquilina         |
| 5         | PNatalia Garcia Suarez |
| 5         | Susanna Mischiatti     |
| 7         | Meri Efremova          |
| 7         | Ann-Marie Nummila      |

| Posizione | Karateka             |
| --------- | -------------------- |
| 1         | Sara Cardin          |
| 2         | Jelena Kovačević     |
| 3         | Serap Ozcelik        |
| 3         | Anna Fajkowska       |
| 5         | Aurelie Calizingoue  |
| 5         | Viktória Semaníková  |
| 7         | Gema Alias Fernandez |
| 7         | Anita Serogina       |

| Posizione | Karateka               |
| --------- | ---------------------- |
| 1         | Carmen Vicente Cabanas |
| 2         | Laura Pasqua           |
| 3         | Mirsada Suljkanović    |
| 3         | Lolita Dona            |
| 5         | Ivana Bebek            |
| 5         | Diana Schwab           |
| 7         | Marta Dąbrowska        |
| 7         | Dagmar Kubinská        |

| Posizione | Karateka             |
| --------- | -------------------- |
| 1         | Vassiliki Panetsidou |
| 2         | Hafsa Seyda Burucu   |
| 3         | Silvia Sperner       |
| 3         | Tiffany Fanjat       |
| 5         | Borislava Ganeva     |
| 5         | Daria Szulc          |
| 7         | Joanna Stassos       |
| 7         | Bettina Süess        |

| Posizione | Karateka           |
| --------- | ------------------ |
| 1         | Vanesca Nortan     |
| 2         | Ana-Marija Čelan   |
| 3         | Radka Krejčová     |
| 3         | Cristina Feo Gomez |
| 5         | Yildiz Aras        |
| 5         | Katie Hurry        |
| 7         | Jessica Cargill    |
| 7         | Alexia Karypidou   |

| Posizione | Nazione              |
| --------- | -------------------- |
| 1         | Turchia              |
| 2         | Spagna               |
| 3         | Azerbaigian          |
| 3         | Bosnia ed Erzegovina |
| 5         | Germania             |
| 5         | Russia               |
| 7         | Slovacchia           |
| 7         | Montenegro           |

| Posizione | Nazione              |
| --------- | -------------------- |
| 1         | Spagna               |
| 2         | Italia               |
| 3         | Svizzera             |
| 3         | Serbia               |
| 5         | Russia               |
| 5         | Slovacchia           |
| 7         | Bosnia ed Erzegovina |
| 7         | Bulgaria             |